# Pikisaari (ö i Södra Karelen, Imatra)
Pikisaari är en ö i Finland. Den ligger i sjön Saimen och i kommunen Imatra i den ekonomiska regionen  Imatra ekonomiska region  och landskapet Södra Karelen, i den södra delen av landet, 240 km nordost om huvudstaden Helsingfors. Öns area är 0,2 hektar och dess största längd är 70 meter i nord-sydlig riktning.